# Krowianka

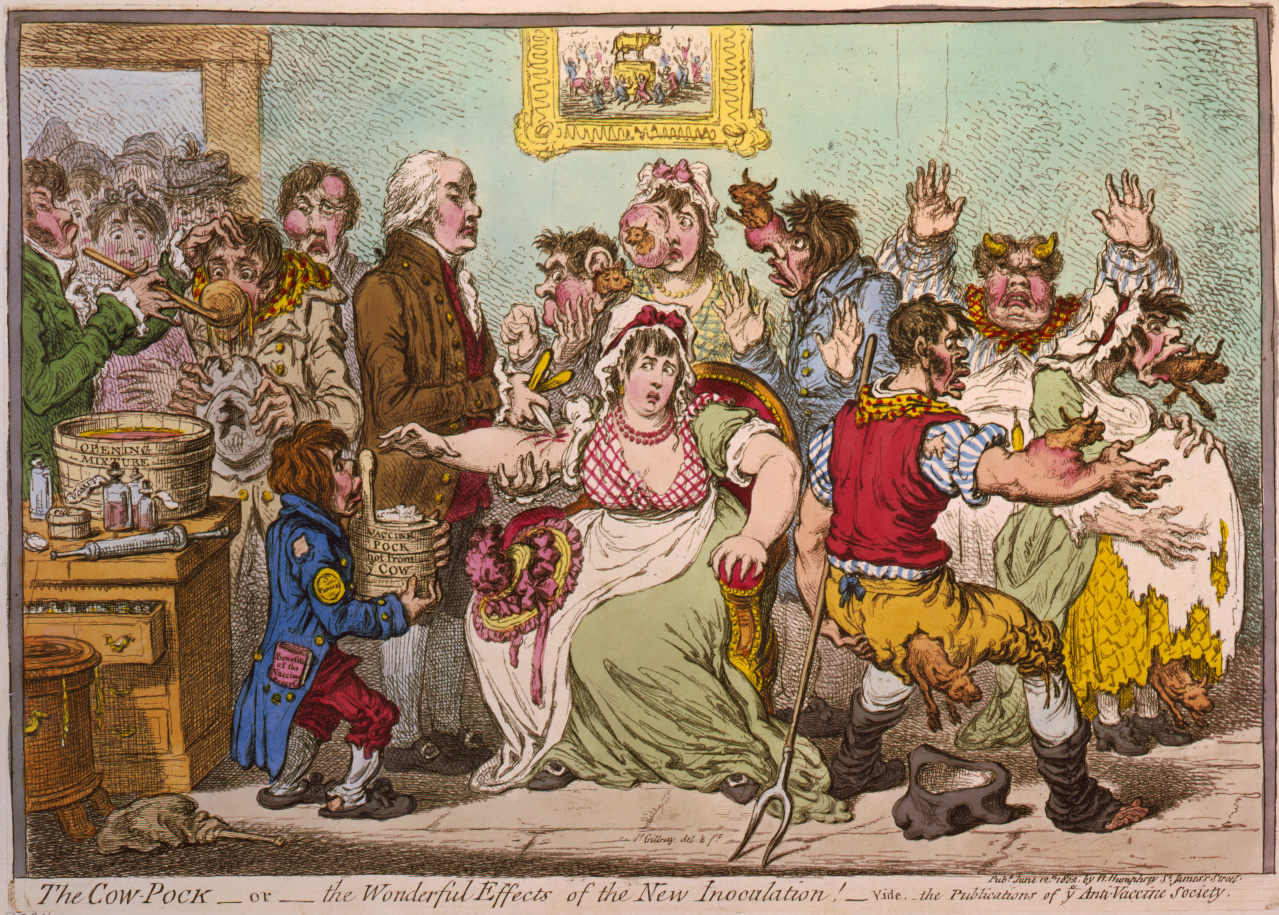
Karykatura Jamesa Gillraya dotycząca szczepienia wirusem krowianki. U osób przyjmujących szczepionkę powstają „krowie przydatki” na ciele.

Krowianka (łac. variola vaccinia) – wirusowa choroba zakaźna występująca u bydła domowego i świń wywoływana przez wirusa krowianki (VACV, poxvirus officinale, występuje endemicznie w Eurazji), wirusa ospy krów (CPXV, poxvirus bovis) lub wirusa ospy kotów (u ludzi), należące do rodziny Orthopoxvirus. Wirus krowianki o niewyjaśnionym pochodzeniu używany był do szczepień przeciwko ospie prawdziwej. Pierwszego szczepienia dokonał angielski lekarz – Edward Jenner, który użył wirusa ospy krów.

## Objawy
Okres inkubacji u krów wynosi od 4 do 8 dni, natomiast u świń 2 dni.
- Bydło domowe – objawy są podobne do objawów ospy krów. Dotyczą one głównie wymienia i mają postać zmian skórnych. Choroba trwa od 4 do 6 tygodni. Kończy się wyzdrowieniem.
- Świnie – u świń, zwłaszcza zaś u prosiąt występują zmiany na skórze.

## Zachorowania u ludzi (zoonoza)
Człowiek choruje rzadko, dotychczas opisano około 150 zachorowań. Z opisanej serii przypadków zarażeń ludzi od szczurów i choroby u dziewczynki z Finlandii wysuwają się następujące objawy infekcji:
- wysypka pęcherzykowo-grudkowa (tylko u ośmiu pacjentów opisano zmiany uogólnione, z czego czterech chorowało na atopowe zapalenie skóry, jeden na chorobę Dariera i jeden na alergiczny nieżyt nosa[4])
- złe samopoczucie
- gorączka
- zapalenie migdałków
- powiększenie węzłów chłonnych.

Powyższe objawy mogą być nieobecne lub nieznacznie wyrażone u osób szczepionych uprzednio wirusem krowianki. Rokowanie jest bardzo dobre, dotychczas opisano jedynie dwa przypadki śmierci u osób z upośledzonym układem odpornościowym.

## Rozpoznawanie
Charakterystyczny przebieg choroby jest wystarczający do rozpoznania. Dodatkową informacją pomagającą zdiagnozować chorobę jest wystąpienie zachorowań w gospodarstwach, w których obsługa była szczepiona na ospę.

## Leczenie
Leczenie objawowe.